# 馬太鞍部落
馬太鞍部落（阿美語：Fata'an，或作vata'an），是原住民族委員會核定的一個阿美族部落，位在台灣花蓮縣光復鄉馬錫山山腳下，是阿美族最大的部落之一，現今以大馬太鞍(大同、大馬、大平、大華村)為部落的中心。。“馬太鞍”由來為馬太鞍族人的祖先輾轉遷來此地，發現長滿「樹豆」（阿美語：Fata'an），當地的樹豆成為族人的主食。樹豆可以常保不壞，又容易生長，成為馬太鞍人的最愛，常常帶在身上，到處種植，使得附近遍布樹豆，因此就通稱此地為馬太鞍。
因部落規模相較其他原住民部落龐大，因此也被號稱是阿美族的首都。

## 部落由來傳說
據傳在遙遠的天際住著日神和月神兩夫妻及他們的兒子奇奇（Cihcih）和女兒蕊西兒（Di'sil），一家人在天上過著無憂無慮的神仙生活。在一次偶然的機會下，他們被汪洋大海中一顆如明珠般的美麗小島吸引。日神和月神經受不住奇奇及狄西兒的百般要求，只好同意他們下凡來到這個小島。奇奇與狄西兒下凡後發現，這個小島不但風景秀麗，而且遍地都是隨手可得的食物，因此他們便決定從此定居在這裡。
歷經數代後，由於子孫繁衍、人口持續增加，形成現有耕地不足，間接使得生活變得非常困難。經過部落族人開會討論後，便開始另外尋找較適合部落族人的居住地。在經過漫長的尋找過程後，最終決定在加拉拉（阿美語：Kalala，現花蓮縣瑞穗鄉舞鶴村北回歸線紀念塔之東）定居下來。
在部落中住著一位絕世美人提雅瑪贊（Tiyamacan），在一次與同伴於河邊嬉戲時不小心被海神發現；從此海神陷入愛的漩渦中，每天都想著她。海神要求部落族人將提雅瑪坎嫁給他。部落族人為了不讓海神找到提雅瑪坎，便把她藏了起來。海神遍尋不著，興起了一陣大海嘯。就在一瞬間，整個部落就全部淹沒了，僅剩男子嘎費·嘎烙（Kafid Kalaw）及女子瑪洛吉洛克（Marokirok）幸運地乘坐「魯郎」（阿美語：dodang，似獨木舟的臼）四處漂流。歷經過無數個晝夜，洞當終於在一座雄偉的山頂扎足拉安（阿美語：Cacora'an，鳳林鎮南方的鳳林山）順利靠岸，卡費德·卡洛與瑪洛吉洛克定居下來。不久後，卡費德·卡洛與瑪洛吉洛克結為夫婦，生下男孩馬耀·斐裔（Mayaw Fi'ik）及女孩瑪賴·斐裔（Malay Fi'ik）。
部落族人於扎足拉安（阿美語：Cacora'an）歷經數代生活下來，漸漸地發覺此地缺乏耕地、生活變得越來越困難，於是部落領袖召集了大家並提議再去尋找更適合的居住地。部落領袖帶領著族人開始尋找較適合的居住地，當在他們來到馬太鞍溪（阿美語：Satefo）畔遼闊的平原後，發現成群的梅花鹿正在平原上奔馳，認定這裡是個吉祥之地，因此決定於此地定居下來，這就是現今阿美族馬太鞍族人的祖先。早期是一群阿美族人生活在馬太鞍溪與烏卡蓋溪（現今南清水溪）形成的一塊沖積扇地形，後來因鹽水港製糖廠（現今花蓮糖廠）的設立，在原來靠北的土地上廣植蔗糖原料－甘蔗，而使得當地的阿美族人不得不往南遷移。
近年來有將光復鄉正名為馬太鄉之議。

## 馬太鞍部落歷史

### 清領時代
根據何有柯的口述史，清朝來臨後，最早有兩位清朝通事KoWa（暫音譯柯瓦）與LawTang（暫音譯羅湯）來到馬太鞍部落，當時的撒巴勒奧（sapalengaw）是Panong，通事兩人對Panong說：「你們不要再播種陸稻和小米。因為這些東西吃了肚子會痛。」
並且表示會提供水牛給馬太鞍部落：「我們將要供應給你們水牛，首先給你（撒巴勒奧）供給三頭水牛。給Saway供給一頭水牛，給Karo oracan一頭水牛。給Papay niyaday二頭水牛。給Rata Kafongid一頭水牛」
之後，又給了犁頭（tafi）、犁耙和鍋子，馬太鞍因此開始有了水牛，之後留下飼養生了牛崽，慢慢的部落家家戶戶有了水牛。
二通事又宣導：「凡是在一個家庭中如果有五位女子的話，應該允許女子他們分家獨立生活。或者家中更擁有十位子女的家庭，應該允許女子獨立生活，築家在周圍。對於這些分家而建設、經營新家庭的子女們，我們再設法供給他們耕地種田。希望你們為自己和為馬太鞍社如此設想吧！」
馬太鞍部落有了小家庭並且開始分配耕地。起初時，因社人無經驗種水稻故困難頗多，通事不得不派專人指導如何作水田。
並且Panong開始率先種植水稻，耕作水稻最早從鎮平（Cingping）北側的Cifarosan開始，並且一一示範給大家看怎麼種植。並向社人說，「這種新式的耕田方法社人們也許不習慣，希望社人恆心地學習吧！相信很快地習慣而能熟手的。如有其他的困難請大家彼此協力合作！」
馬太鞍部落生活型態亦至此進入大轉變。